# کیم اون-سوک (بازیکن بسکتبال)
کیم اون-سوک (انگلیسی: Kim Eun-sook؛ زادهٔ ۳۱ مارس ۱۹۶۳) بازیکن بسکتبال اهل کره جنوبی بود.
از افتخارات وی میتوان به کسب مدال نقره در بازی‌های المپیک تابستانی ۱۹۸۴ اشاره‌کرد.